# نیوهامستد
نیوهامستد (به هلندی: Nieuw-Haamstede) یک منطقهٔ مسکونی در هلند است که در اسخائن-دایفه‌لاند واقع شده‌است. نیوهامستد ۳۵۷ نفر جمعیت دارد.